# Men in Black (Will-Smith-Lied)
Men in Black (englisch für „Männer in Schwarz“) ist ein Lied des US-amerikanischen Rappers und Schauspielers Will Smith, dessen Refrain von der Sängerin Coko gesungen wird. Der Song wurde im Juli 1997 als Single des Soundtracks zum Film Men in Black veröffentlicht und ist auch auf seinem Studioalbum Big Willie Style enthalten.

## Entstehung und Veröffentlichung
Das Lied wurde vom Interpreten selbst, zusammen mit den Koautoren Terri McFaddin, Patrice Rushen und Freddie Washington, getextet beziehungsweise komponiert. Für die Produktion zeichnete das Produzentenduo Poke und Tone (bestehend aus Jean Claude Olivier und Samuel J. Barnes) von Trackmasters Entertainment verantwortlich. Dabei nutzten sie ein Sample des Lieds Forget Me Nots von der Sängerin Patrice Rushen aus dem Jahr 1982, dessen Melodie ebenfalls im Refrain interpoliert wird. Dadurch sind neben Will Smith auch Patrice Rushen, Terri McFaddin und Freddie Washington – die Urheber des gesampelten Songs – als Autoren von Men in Black gelistet.
Die Erstveröffentlichung von Men in Black erfolgte als Airplay am 3. Juni 1997 in den Vereinigten Staaten. Am 30. Juni 1997 erschien das Lied als Teil des Soundtracks zum Film Men in Black. Im Folgemonat wurde es am 29. Juli als CD-Single bei Columbia Records ausgekoppelt. Am 24. November 1997 erschien Men in Black als Teil von Smiths Debüt-Soloalbum Big Willie Style.

## Inhalt
Men in Black handelt von den „Männern in Schwarz“ aus dem gleichnamigen Film, in dem Will Smith eine Hauptrolle spielt und in dessen Abspann der Song ebenfalls zu hören ist. Er rappt dabei über die Aufgaben der „Männer in Schwarz“, deren Ziel es ist, die Menschheit vor eindringenden Außerirdischen zu schützen. Dies tun sie unter anderem mithilfe eines Gedächtnis-Löschers, auf den im von Coko gesungenen Refrain Bezug genommen wird.

“Here come the men in black (men in black)

The galaxy defenders (oooh, oooh, oooh)

Here come the men in black (men in black)

They won’t let you remember (no, no)”

## Musikvideo
Bei dem zu Men in Black gedrehten Musikvideo führte Robert Caruso Regie. Es verzeichnet auf YouTube über 144 Millionen Aufrufe (Stand Juni 2024) und zeigt Will Smith in seiner Rolle aus dem zugehörigen Film Men in Black. Er trägt eine Sonnenbrille und ist in Schwarz gekleidet, während er den Song in einer futuristischen Umgebung rappt, wo die „Männer in Schwarz“ sich mit außerirdischem Leben beschäftigen. Schließlich tanzt er mit anderen Männern aus dem Team und einem Außerirdischen eine Choreografie in einer Halle. Gegen Ende verfolgt er den Außerirdischen, dem jedoch knapp die Flucht in einem Auto gelingt. Daraufhin setzt Will Smith seinen Gedächtnis-Löscher ein und der Bildschirm wird weiß. Auch der Schauspieler Tommy Lee Jones, der ebenfalls im Film mitspielt, ist im Video zu sehen.
Bei den MTV Video Music Awards 1997 wurde es als Best Video from a Film ausgezeichnet und war in mehreren weiteren Kategorien nominiert.

## Single

### Covergestaltung
Das Singlecover zeigt Will Smith, der einen schwarzen Anzug mit Krawatte und eine schwarze Sonnenbrille trägt. Im oberen Teil des Bilds befinden sich die silbernen Schriftzüge Will Smith, MIB und Men in Black. Im Hintergrund ist schwarzer Sternenhimmel zu sehen.

### Titellisten
Single 1
1. Men in Black (Album-Version) – 3:48
2. Men in Black (MIB Master Mix) – 3:40

Single 2
1. Men in Black (Album-Version) – 3:48
2. Men in Black (MIB Master Mix) – 3:40
3. Men in Black (Track Masters Instrumental) – 3:48

## Rezeption
Bei den Grammy Awards 1998 gewann Men in Black in der Kategorie „Best Rap Solo Performance“ (englisch für „Grammy-Award für die beste Rap-Solodarbietung“).

## Kommerzieller Erfolg

### Chartplatzierungen
Men in Black stieg am 11. August 1997 auf Platz 16 in die deutschen Singlecharts ein und erreichte fünf Wochen später die Chartspitze. Insgesamt hielt sich der Song 24 Wochen lang in den Top 100, davon 13 Wochen in den Top 10. Ebenfalls Rang eins erreichte die Single unter anderem im Vereinigten Königreich, in der Schweiz, in Frankreich, Australien und Neuseeland. In den deutschen Single-Jahrescharts 1997 belegte das Lied Position vier. In den Vereinigten Staaten wurde Men in Black nicht als kommerzielle Single veröffentlicht und konnte sich daher nicht in den Billboard Hot 100 platzieren, erreichte aber für vier Wochen die Spitze der Hot 100 Airplay Charts.
| ChartsChartplatzierungen     | Höchstplatzierung | Wochen |
| ---------------------------- | ----------------- | ------ |
| Deutschland (GfK)            | 1 (24 Wo.)        | 24     |
| Österreich (Ö3)              | 2 (17 Wo.)        | 17     |
| Schweiz (IFPI)               | 1 (26 Wo.)        | 26     |
| Vereinigtes Königreich (OCC) | 1 (20 Wo.)        | 20     |

| ChartsJahrescharts (1997)    | Platzierung |
| ---------------------------- | ----------- |
| Deutschland (GfK)            | 4           |
| Österreich (Ö3)              | 12          |
| Schweiz (IFPI)               | 16          |
| Vereinigtes Königreich (OCC) | 5           |

### Auszeichnungen für Musikverkäufe
Men in Black erhielt noch im Erscheinungsjahr in Deutschland für mehr als 750.000 Verkäufe eine dreifache Goldene Schallplatte, womit es zu den meistverkauften Rapsongs des Landes zählt. Im Vereinigten Königreich wurde es 2022 für über 1,2 Millionen verkaufte Einheiten mit Doppel-Platin ausgezeichnet.

| Land/Region                  | Auszeichnungen für Musikverkäufe (Land/Region, Auszeichnung, Verkäufe) | Verkäufe  |
| ---------------------------- | ---------------------------------------------------------------------- | --------- |
| Australien (ARIA)            | 2× Platin                                                              | 140.000   |
| Belgien (BRMA)               | Platin                                                                 | 50.000    |
| Deutschland (BVMI)           | 3× Gold                                                                | 750.000   |
| Frankreich (SNEP)            | Diamant                                                                | 750.000   |
| Neuseeland (RMNZ)            | Platin                                                                 | 10.000    |
| Niederlande (NVPI)           | Gold                                                                   | 50.000    |
| Norwegen (IFPI)              | Platin                                                                 | 20.000    |
| Österreich (IFPI)            | Gold                                                                   | 25.000    |
| Schweden (IFPI)              | Platin                                                                 | 30.000    |
| Schweiz (IFPI)               | Gold                                                                   | 25.000    |
| Vereinigtes Königreich (BPI) | 2× Platin                                                              | 1.200.000 |
| Insgesamt                    | 4× Gold · 9× Platin · 1× Diamant ·                                     | 3.050.000 |

Hauptartikel: Will Smith/Auszeichnungen für Musikverkäufe